# Листер, Анна
Анна Листер (англ. Anne Lister, 3 апреля 1791, Галифакс, Великобритания — 22 сентября 1840, Кутаиси, Российская империя) — состоятельная землевладелица из Йоркшира, мемуаристка, альпинистка и путешественница.
На протяжении большей части своей жизни она вела дневники, в которых описывала свою повседневную жизнь, в том числе свои лесбийские отношения, промышленную деятельность и работы по улучшению поместья Шибден-Холл неподалёку от Галифакса, которое она унаследовала от своего дяди, Джеймса Листера. Её дневники содержат более 4 000 000 слов, и около шестой части их посвящено описанию интимных подробностей её романтических и сексуальных отношений с женщинами, размышлениям о сексуальности и гендерном самоопределении. Листер часто называют «первой современной лесбиянкой».

## Жизнь
Анна была старшей дочерью Джереми Листера (1753—1836), который в молодости служил в 10-м британском пехотном полку и участвовал в сражениях при Лексингтоне и Конкорде во время Войны за независимость США. В августе 1788 года он женился на Ребекке Баттл (1770—1817) из Велтона в графстве Ист-Райдинг-оф-Йоркшир. Их первый ребёнок, Джон, родился в 1789 году, но в том же году умер. Через два года на свет появилась Анна Листер. В 1793 году семья переехала в поместье Скефлер Хаус в городке Маркет-Вейтон, где Анна и провела свои юные годы. Всего у Листеров было шесть детей, но только Анна и её младшая сестра Мэриан дожили до зрелого возраста.
В семилетнем возрасте Анна была отправлена в школу миссис Хейгс и миссис Четтл в Агнесгейт, Рипон, а между 1801 и 1805 годами она получала домашнее образование у преподобного Джорджа Скелдинга, викария Маркет-Вейтона. В 1805 году Анна начала обучаться в школе Мэнор Хаус в Йорке, где встретила подругу и свою первую любовь Элизу Рейн (1791—1869). Во время обучения на дому у Анны появился интерес к классической литературе. В сохранившемся письме к тетке от 3 февраля 1803 года Анна пишет:

Главное наслаждение для меня — моя библиотека… Греческая история доставляет мне большое удовольствие.
Оригинальный текст (англ.)My library is my greatest pleasure… The Grecian History had please me much
.

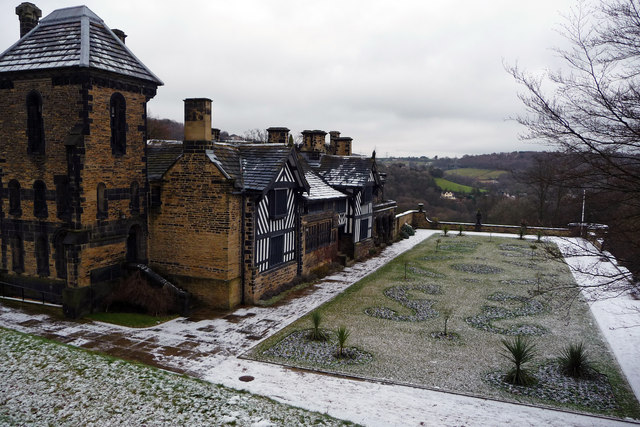

Финансовая независимость дала Анне некоторую степень свободы, чтобы иметь возможность жить как ей заблагорассудится. В 1826 году она унаследовала родовое имение Шибден-Холл и получала от него умеренные доходы (часть их поступала от арендаторов). В течение своей жизни она значительно реконструировала Шибден-Холл, в основном, по своему собственному проекту. В 1838 году она пристроила к главному зданию башню в готическом вкусе, чтобы разместить там свою библиотеку.
Листер выглядела очень мужественно, и одна из её возлюбленных, Марианна Лоутон (урождённая Белкомб) первоначально стыдилась появляться с Анной на публике, так как её внешность давала пищу для пересудов. Анна одевалась полностью в чёрное и интересовалась вещами, необычными для знатных дам, такими, например, как строительство и управление шахтами. В некоторых кругах её называли «Джентльмен Джек». Лоутон и Листер были любовницами несколько лет, включая период, когда Марианна была замужем и встречалась с Анной с разрешения мужа.

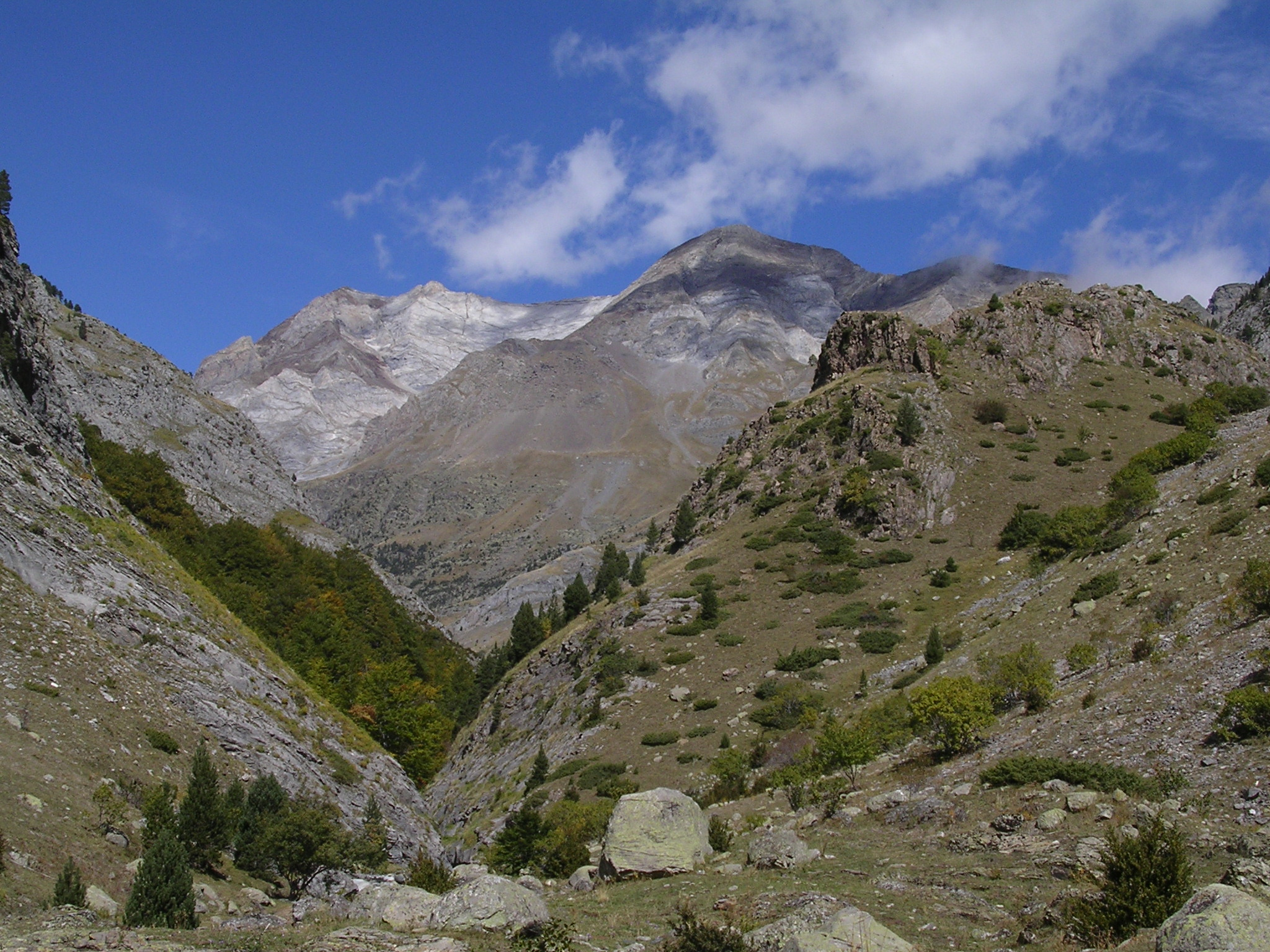
Массив Виньмаль, вид с юга

В 1832 году у Анны завязался роман с богатой наследницей Энн Уокер. Она поселилась в Шибден-Холле и помогала Анне перестраивать его. Женщины часто путешествовали вместе, побывав в Италии, Бельгии, Нидерландах, Скандинавии, на Пиренеях и в Альпах. В 1830 году во время путешествия по Франции Листер стала первой женщиной, покорившей гору Монте-Пердидо в Пиренеях. В 1838 она вернулась в Пиренеи вдвоем с Энн Уокер и совершила первое официальное восхождение на гору Виньмаль (3299 м). Она на пять дней опередила Наполеона Жозефа Нея (сына наполеоновского маршала Нея), который тоже пытался покорить эту гору. Впоследствии Ней заявлял, что первым достиг вершины Виньмаля, но свидетельские показания неопровержимо установили первенство Листер. Интересно, что если в Великобритании Анну Листер помнят как литератора и представительницу ЛГБТ±сообщества, то во Франции она более известна как альпинистка и первая покорительница горы Виньмаль (библиография довольно показательна в этом отношении).

## Смерть
В 1839 году Листер вместе с Энн Уокер приплыла в Россию. Женщины посетили Санкт-Петербург и Москву и отправились на Кавказ, планируя продолжить путь на Средний Восток и покорить гору Арарат. Однако в Кутаисе (сейчас Кутаиси, Грузия) Листер заболела лихорадкой и умерла в возрасте 49 лет. Уокер, которая унаследовала Шибден-Холл, забальзамировала тело Анны, довезла его до Великобритании и похоронила в приходской церкви Галифакса, где находился склеп семьи Листер. Сама Уокер умерла в 1854 году.

## Дневники
За свою жизнь Анна написала в дневниках более 4 миллионов слов. Её записи охватывают период с 1806 по 1840 годы и насчитывают 26 томов. Анна записывала в дневник свои мысли о погоде, общественных и политических событиях и деловых интересах. Примерно одна шестая часть дневника зашифрована простым подстановочным кодом её собственной разработки, сочетающим буквы древнегреческого языка и алгебраические символы. В этой части Анна очень честно и открыто описывает свои чувства и сущность как лесбиянки, свои отношения с женщинами и тактики, которые она использовала для соблазнения. Код, который использовала Анна Листер, был расшифрован Джоном Листером, политиком XIX века, родственником Анны и последним владельцем Шибден-Холла, вместе со своим другом Артуром Баррелом. Когда им стало известно содержание зашифрованных мест, Баррел предложил сжечь дневники. Листер не последовал этому совету и спрятал их за панелью в Шибден-Холле.

## Исследования
Джон Листер умер в 1933 году. Через некоторое время после его смерти Шибден-Холл превратился в музей. Перед этим в поместье была проведена инвентаризация всех документов Листеров, в том числе и дневников, которые перешли в собственность государства. Копия ключа к коду Анны Листер была передана главному библиотекарю Галифакса, который хранил его в запертом сейфе. В последующие годы несколько исследователей работали с дневниками, но в опубликованных материалах все они опускали любые ссылки на гомосексуальные отношения.
В начале 1980-х годов Хелена Уитбрэд, уроженка Галифакса, начала изучать дневники Анны Листер. Именно она сделала общедоступными зашифрованные отрывки, опубликовав дневники под своей редакцией в двух томах (один в 1988, а другой в 1992 году). Открытый и красочный характер отрывков поначалу вызвал подозрения в мистификации, но подлинность дневников была доказана документальными свидетельствами. В 1994 году в свет вышла биография Анны Листер под авторством писательницы и историка Джилл Лиддингтон.

## В массовой культуре
В 2010 году на BBC Two был показан фильм «Тайные дневники мисс Энн Листер». 31 мая 2010 года на этом же телеканале был показан документальный фильм Сью Перкинс «Revealing Ann Lister».
В 2012 году английский фолк-дуэт O'Hooley & Tidow выпустил на своем втором альбоме The Fragile песню под названием «Gentleman Jack», посвящённую Анне Листер.
22 апреля 2019 года на канале HBO состоялась премьера сериала «Джентльмен Джек».

## Известные высказывания
Дневник Анны Листер, 29 октября 1820 года:

Я любила и люблю представительниц прекрасного пола, и была любима ими в ответ, и сердце моё противится любой другой любви, кроме этой.
Оригинальный текст (англ.)I love and only love the fairer sex and thus beloved by them in turn, my heart revolts from any love but theirs.

Дневник Анны Листер, 1820:

Мои манеры, конечно, своеобразны, не полностью мужские, а скорее мягкие, как у джентльмена. Я знаю, как угодить моей прекрасной деве.
Оригинальный текст (англ.)Yet my manners are certainly peculiar, not all masculine but rather softly gentleman-like. I know how to please this fair maiden of mine.

## Фильмография
- «Тайные дневники мисс Энн Листер», реж. Джеймс Кент, Великобритания, 2010.
- «Подлинная история Энн Листер», реж. Мэтью Хилл, Великобритания, 2010.
- «Джентльмен Джек», сериал, 2019, реж. Сара Хардинг и Дженнифер Перротт.